# Intergenerationalitet
Intergenerationalitet avser social interaktion mellan individer av olika åldersgrupper. Begreppet åsyftar en social tillhörighet utifrån den åldersgrupp en individ anser sig tillhöra och blir således en del av dennes identitet. Något som medför att relationer uppstår mellan generationer och som i sin tur behöver kunskap gällande socialiseringsprocesser dessa generationer emellan. Skillnaden gentemot andra identitetsgrupper är att åldersgrupper är erfarenhetsbaserade. Intergenerationella konflikter kan exempelvis uppstå när det kommer till frågor som rör samhällets resurser. Ett exempel på hur intergenerationalitetsbegreppet används är för att förklara sociala arv såsom vad gäller våldsutövning. Våld utövas av föräldrar som sedan lär beteendet vidare till sina barn som fortsätter cykeln av våld vidare gentemot sina egna barn.  Intergenerationalitet berör olika akademiska fält såsom sociologi, psykologi och ekonomi.